# La Neuville-lès-Wasigny
 La Neuville-lès-Wasigny  là một xã ở tỉnh Ardennes, thuộc vùng Grand Est ở phía bắc nước Pháp.